# 葛歐克·耶林內克
葛歐克·耶林內克（德語：Georg Jellinek；1851年6月16日—1911年1月12日），德國公法學者，出生於德國萊比錫，西元1879年成為維也納大學的教授。提出「地位理論」（Statustheorie）。
耶林內克所著「Allgemeine Staatslehre」（1900）被視為法學上的重要里程碑，當中提出三要素理論（Drei-Elemente-Lehre），亦即國家組成三要素為：領土、人民、主權。